# Synchlora apicata
Synchlora apicata là một loài bướm đêm trong họ Geometridae.